# Molly Brock
Molly Brock (5 de julio de 1968) es una deportista estadounidense que compitió en remo. Ganó una medalla de oro en el Campeonato Mundial de Remo de 1999, en la prueba de cuatro scull ligero.

## Palmarés internacional
| Campeonato Mundial | Campeonato Mundial      | Campeonato Mundial | Campeonato Mundial  |
| Año                | Lugar                   | Medalla            | Prueba              |
| ------------------ | ----------------------- | ------------------ | ------------------- |
| 1999               | St. Catharines (Canadá) | Medalla de oro     | Cuatro scull ligero |